# Глория Треви: Те са мен
Глория Треви: Те са мен (на испански: Gloria Trevi: Ellas soy yo) е мексикански биографичен сериал, режисиран и продуциран от Карла Естрада за ТелевисаУнивисион през 2023 г. Сериалът е базиран на живота на мексиканската певица Глория Треви, написан и адаптиран от Ерик Вон.
В главните роли са Скарлет Грубер и Хорхе Поса заедно с актьорски ансамбъл.

## Актьори
- Скарлет Грубер – Глория Треви
  - Рехина Вияверде – Глория (тийнейджър)
  - Лу Росет – Глория (11-годишна)
  - Валентина Делгадо – Глория (6-годишна)
  - Лука – Глория (4-годишна)
- Хорхе Поса – Сесар Сантяго Хименес
- Патси – Глория Руис Аредондо
  - Фелисия Меркадо – Глория Руис (в зряла възраст)
  - Ингрид Марц – Глория Руис (млада)
- Норма Ерера – Аурора Тамес де Аредондо
- Глория Майо – Доня Глория
- Едуардо Капетийо – Армандо Гомес
  - Себастиан Фульо – Армандо (млад)
- Леси Ернандес – Алисия Флорес
  - Махо Едгар – Алисия (тийнейджър)
- Елайн Аро – Найели Гонсалес
- Мария Хосе Марискал – Алондра Лопес
- Мими Файсал – Арлене Лопес
- Никол Вале – Лисбет Ринкон
- Рената Бондони – Юцил Крус
- Евелин Алварес – Гладис
- Луиса Галиндо – Лиляна Регейро
- Каталина Кастелбланко – Едит Сунига
- Миларай Морено – Тамара Сунига
  - Аманда Силва – Тамара (дете)
- Виктория Виера – Хайди Рамирес
- Андреа Хио – Кристал
- Алберто Касанова – Дон Мануел
- Сиан Чонг – Хавиер
- Лиляна Регейро – Лурдес
- Тамара Сунига – Алма
- Чарли Марио – Хуан
- Ракел Бигора – Сара Сото
- Лина Радван – Кати Годой
- Нашла Агилар – Луси Треви
- Мишел Лопес – Мануел
  - Даниел Арагон – Мануел (дете)
- Густаво Мата – Себе си
- Куно Оливо – Лусиано
- Памела Варгас – Паола
- Ивана Мата – Себе си
- Паулина Мая – Мариела
- Хари Гейтнер – Емилио Аскарага Милмо
- Мара Патрисия Кастаниеда – Себе си
- Едуардо Саласар – Себе си
- Грасиела Маури – Мелина
- Алберто Естрея – Съдия от Чиуауа
- Роберто Бландон – Валентин Пимстейн
- Рене Стриклер – Хименес Канту
- Роберта Бърнс – Мерседес Солис
- Абраам Рамос – Адвокат
- Жан – Фернандо Галеана
- Юрем Рохас – Рики Луис
- Лупита Сандовал – Корчолата
- Лорена де ла Гарса – Марта Савалета
- Лаура Лус – Гуадалупе Лоаса
- Лис Клапес – Адриана
- Лорена Алварес – Дана Васкес
- Хани Саенс – Кристина и Ана Кандиани
- Лусеро Ландер – Елиса
- Хулио Сесар Алварес – Раул Веласко
- Ана Карен Пара – Една
- Елена Перес – Абигайл
- Франсиско Авенданьо – Фелипе
- Амаранта Руис – Репортерка
- Карлос Мамен – Боско
- Роберто Микел – Рамон
- Мила Надер – Габи
- Матео Велес Кастаньон – Кике
- Емилиано Гарсия – Лало
- Уго Тадео – Луис
- Диего Карденас – Марио
- Емилио Лагуардия – Рамиро
- Барбара Лагуардия – Амалия
  - Еухения Карденас – Амалия (7-годишна)
- Дана Алкала – Тина
- Нурия Лоя – Рита
- Кейра – Исабел
- Андреа Перес – Ирена
- Луиса Хименес – Елба
- Карла София Ернандес – Бренда
- Паола Дивес – Милдред
- Кимбърли Ирене
- Паола Суарес
- Уенди Гевара

## Премиера
Премиерата на „Глория Треви: Те са мен“ е на 11 август 2023 г. по стрийминг платформата Vix, като всяка седмица ще бъдат достъпни нови пет епизода. Телевизионната премиера е на 4 септември 2023 г. по Las Estrellas. Последният 50 епизод е излъчен на 10 ноември 2023 г.
| Година | Излъчване        | Брой епизоди | Премиера         | Премиера         | Финал           | Финал            |
| Година | Излъчване        | Брой епизоди | Дата             | Зрители (в млн.) | Дата            | Зрители (в млн.) |
| ------ | ---------------- | ------------ | ---------------- | ---------------- | --------------- | ---------------- |
| 2023   | понеделник-петък | 50           | 4 септември 2023 | 3.1              | 10 ноември 2023 | -                |

## Продукция
В началото на март 2021 г. е съобщено, че продуцентката Карла Естрада провежда интервюта в Макалън, Тексас за написването на сценария за биографичната поредица на Глория Треви. През май 2022 г. сериалът е представен по време на презентацията за телевизионния сезон 2022–23 на ТелевисаУнивисион. Снимките на сериала започват на 7 ноември 2022 г. на различни локации в град Мексико. Няколко дни по-късно Скарлет Грубер е потвърдена да играе Глория Треви.